# 台拱街道
台拱街道，是中华人民共和国贵州省黔东南苗族侗族自治州台江县下辖的一个街道办事处。
2016年1月14日，贵州省人民政府批复同意台江县部分乡镇行政区划调整，撤销台拱镇建制，新设置的台拱街道辖原台拱镇文昌社区、秀眉社区、文山村、台拱村、登交村、红阳村、温泉村。

## 行政区划
台拱街道下辖以下地区：
秀眉社区、文昌社区、翁孟村、台雄村、南市村、洋江村、台拱村、张家村、梅影村、朗等村、上桃村、桃尧村、下桃村、长中村、五寨村、南冬村、板凳村、交碾村、排汪村、展福村、桃香村、报恩村、牛打坪村、排朗村、南兄村、大德村、登鲁上寨村、登鲁下寨村、展下村、排下村、交片村、大红寨村、展坐村、四柳村、翁腮村、东街村和西街村。

## 中国传统村落
2013年8月，展富村、板凳村、南冬村、排朗村、登鲁村、交片村被评为第二批中国传统村落。